# 박포
박포(朴苞, ? ~ 1400년)는 조선 초기의 무신으로 1392년 조선을 건국하는 데 공을 세워 개국공신 2등에 책봉되었고 1393년에 사헌중승과 황주목사가 되었다. 1398년에는 제1차 왕자의 난 때 이방원을 도운 공으로 죽성군에 봉해지고 지중추부사가 되었다. 그러나 박포는 1등공신에 책봉되지 못한 것을 불평하다가 1400년 이방간을 도와 제2차 왕자의 난을 일으켰으나 패배해 붙잡혔고 죽주(지금의 충북 영동)으로 유배를 가 이산으로 다시 귀양을 갔다가 처형되었다.

## 관련 작품
- 《용의 눈물》 (KBS1, 1996년~1998년, 배우:서영진)
- 《육룡이 나르샤》 (SBS, 2015년~2016년, 배우:전석찬)
- 《태종 이방원》 (KBS1, 2021년~2022년, 배우:안홍진)